# زکی ناصیف
زَکی ناصیف (۴ ژوئیهٔ ۱۹۱۶ - ۱۰ مارس ۲۰۰۴)، خواننده و آهنگساز لبنانی بود. وی را از اولین نسل آهنگسازان لبنانی می‌دانند که با ظهور رادیو لبنان در دههٔ ۱۹۴۰ همراه بود و آثارش هنوز در موسیقی عامه‌پسند لبنان تاثیرگذار است. او بیش از ۵۰۰ آهنگ و ملودی ارائه کرد و آنها را با صدای خود یا با صدای تعداد زیادی از خوانندگان خواند.